# RIM-2㹴犬飛彈
RIM-2㹴犬（Terrier）是美國海軍第一種服役，供水面艦艇使用的中程面對空飛彈。㹴犬飛彈系統的體積與重量較小，因此可以安裝在巡洋艦與驅逐艦等級的艦艇上，是美國海軍在1960年代多數巡洋艦上的防空飛彈系統。它也被改造为探空火箭，执行科学观测任务。

## 歷史
RIM-2飛彈是1950年代美國海軍的大黃蜂（Bumblebee）飛彈計畫的产物，計畫希望研發一种为水面艦艇提供中程防御的防空飛彈，提供介于航空母艦的戰鬥機與防空火炮之間的防禦火力。這個計畫的產物是RIM-8護島神飛彈。
在設計階段，約翰霍普金斯大學的應用物理實驗室製造了一種超音速測試載具（編號CTV-N-8），以驗證RIM-8飛彈導引系統在超音速飛行下的狀況。由於RIM-8飛彈的預期發展時程還會拖上數年，且測試載具表現的效果相當令人滿意，因此美國海軍決定先以這個測試載具為基礎，發展成㹴犬防空飛彈。
康維爾公司負責設計小猎犬飛彈，於1951年在密西西比號（前新墨西哥级战列舰）上進行了第一次試射。最初美國海軍給予的編號是SAM-N-7。到了1963年，美國海軍將編號改為RIM-2。試驗一直到1956年將問題解決之後，方才進入量產。首先装备㹴犬导弹的是波士顿级导弹巡洋舰。
初期型的㹴犬飛彈使用乘波導引，利用彈體上的小型機翼控制飛行，最大速度可达1.8馬赫，最大射程為19公里，僅能對付次音速飛行目標。在其进入大规模服役前，后续的改进就已展开。1958年改良型RIM-2C（编号BT-3，（乘波制导，尾翼控制，第三种改进型号））研制成功，导弹仍舊使用乘波導引，但是改以尾部的彈翼控制飛行，大幅提升了飛彈的運動性能。此外，飛彈采用了新的火箭发动机，有效射程也有增加，飛行速度提高到3馬赫。
RIM-2D（BT-3A（N））與RIM-2C基本結構相同，彈頭則改為1千噸當量的W45核彈頭。RIM-2E使用了半主動雷達導引系統，除了改善遠距離上乘波導引追蹤精確度不佳的問題之外，還改善了對低空目標的攻擊能力。1957年RIM-2E開始進行測試，隨後進入量產。
㹴犬飛彈的最後一種改型RIM-2F，改進的項目包括使用固態電子零件，強化了抗干扰能力，換裝新的火箭發動機，使得射程提高到75公里。部分RIM-2E飛彈也換裝到RIM-2F的標準。
相对于更大，射程更远的RIM-8黄铜骑士导弹，㹴犬飛彈系統的體積與重量相对較小，因此可以安裝在巡洋艦與驅逐艦等級的艦艇上，是20世纪60年代美國海軍多數巡洋艦上的防空飛彈系統。一个通常的小猎犬飞弹系统的配置包括一个Mk-10双臂发射架，后置弹仓装填，备弹40发，波士顿级导弹巡洋舰上的小猎犬系统则采用了底部弹仓装填，备弹72发的配置。
小猎犬飛彈的生產線直到1966年關閉，被標準I增程型飛彈逐漸取代。

## 型号
| 编号   | 非正式编号 | 控制舵面 | 制导方式       | 备注                         |
| ------ | ---------- | -------- | -------------- | ---------------------------- |
| RIM-2A | BW-0       | 中部弹翼 | 乘波制导       | 只可攻击亚音速目标           |
| RIM-2B | BW-1       | 中部弹翼 | 乘波制导       | 只可攻击亚音速目标           |
| RIM-2C | BT-3       | 尾翼     | 乘波制导       | 1958年服役, 可攻击超音速目标 |
| RIM-2D | BT-3A(N)   | 尾翼     | 乘波制导       | 核攻击型，当量1千吨          |
| RIM-2E | HT-3       | 尾翼     | 半主动雷达制导 | 更先进的制导方式             |
| RIM-2F |            | 尾翼     | 半主动雷达制导 | 新的发动机，更高速射程更远   |

## 图集

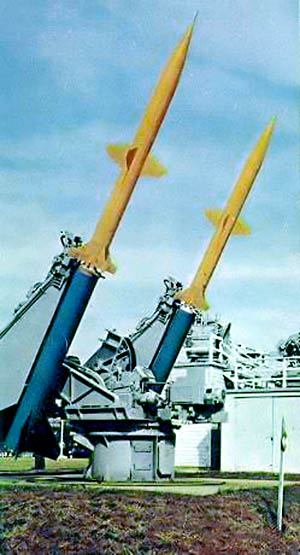
早期型RIM-2导弹
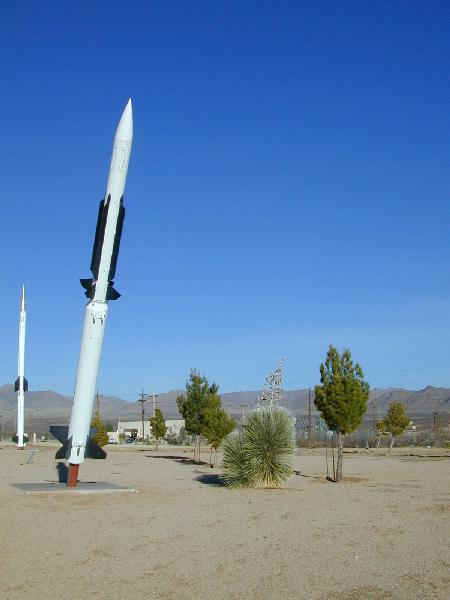
RIM-2C或更后期的型号
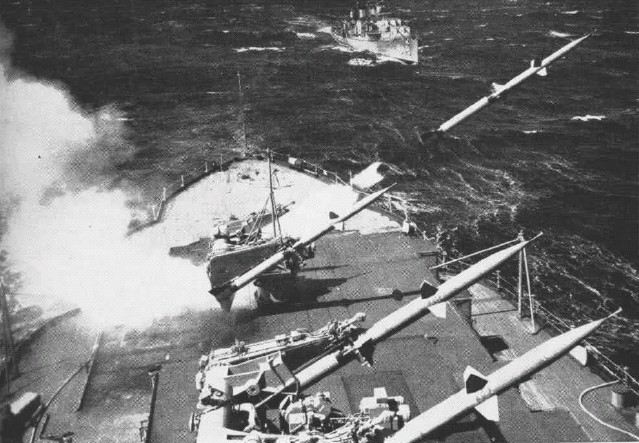
早期型RIM-2导弹的发射实验

## 外部連結
- http://www.astronautix.com/lvs/terrier.htm（页面存档备份，存于）
- https://web.archive.org/web/20060207224308/http://www.astronautix.com/lvfam/terrier.htm
- https://web.archive.org/web/20191222073156/http://www.nsroc.com/